# لوك فان آكر
لوك فان آكر هو منتج أسطوانات ومغني وعازف قيثارة بلجيكي، ولد في 6 أكتوبر 1961 في تينين في بلجيكا.

## وصلات خارجية
- لوك فان آكر على موقع ميوزك برينز (الإنجليزية)
- لوك فان آكر على موقع أول ميوزيك (الإنجليزية)
- لوك فان آكر على موقع ديسكوغز (الإنجليزية)